# Paramecolabus
Paramecolabus es un género de gorgojos de la familia Attelabidae. Esta es la lista de especies que lo componen:
- Paramecolabus castaneicolor Dalla Torre & Voss, 1930
- Paramecolabus discolor Voss, 1925
- Paramecolabus elegans Voss, 1933
- Paramecolabus feae Mshl., 1948
- Paramecolabus figuratus Voss, 1929
- Paramecolabus lacertosus Voss, 1925
- Paramecolabus nigrosuturalis Voss, 1930
- Paramecolabus obliquus Voss, 1925
- Paramecolabus pallidipennis Voss, 1925
- Paramecolabus sexplagiatus Voss, 1925
- Paramecolabus simulatus Voss, 1925